# 위르겐 펠링

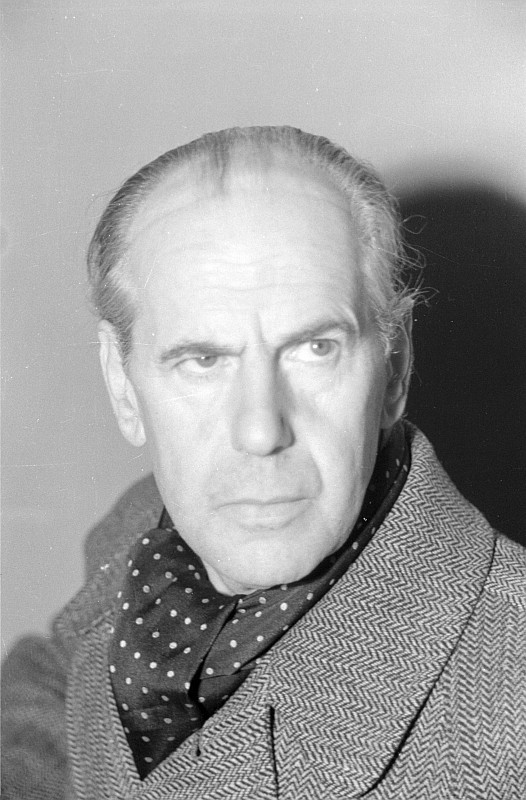

위르겐 펠링(Jürgen Fehling, 1885년 3월 1일 ~ 1968년 6월 14일)은 독일의 연출가다.
힐페르트, 콜트나 등과 함께 20년대부터 활약을 시작한 연출가로서, 콜트나 이외는 모두 망명을 하지 않고, 나치스 치하에서도 국내에 남아 나치스의 문화정책을 역이용해 가며 중심도시 베를린에서 연극의 수준을 유지했다. 펠링은 바알라하의 발견자로서, 배우의 집중화·정확화에 의한 냉정한 파토스의 표현을 요구하였다.